# Aegialites fuchsii
Aegialites fuchsii är en skalbaggsart som beskrevs av Horn 1893. Aegialites fuchsii ingår i släktet Aegialites och familjen trädbasbaggar. Inga underarter finns listade i Catalogue of Life.